# Ambassade de Norvège en France
L'ambassade de Norvège en France est la représentation diplomatique du royaume de Norvège auprès de la République française. Elle est sise au 28, rue Bayard, dans le 8e arrondissement de Paris, la capitale française. L'ambassadeur en poste est, depuis 2021, Niels Engelschiøn.
La résidence de l'ambassadeur norvégien à Paris, elle, se trouve au 34 rue François-Ier, dans le même arrondissement.

## Histoire
Avant son adresse actuelle, l'ambassade était située au 262 rue du Faubourg-Saint-Honoré, dans le 8e arrondissement.
Dans les années 1900, la légation de Norvège se trouvait 95 rue de l'Université et sa chancellerie était installée 38 bis rue Fabert (7e arrondissement).

## Ambassadeurs de Norvège en France
| Date de nomination | Date de nomination | Date de remise des lettres de créance | Date de remise des lettres de créance | Ambassadeur                   | Photo |
| ------------------ | ------------------ | ------------------------------------- | ------------------------------------- | ----------------------------- | ----- |
| ?                  |                    | 17 avril 1906                         | [ JORF 1 ]                            | Fritz Wedel Jarlsberg         |       |
| ?                  |                    | 26 août 1930                          | [ JORF 2 ]                            | Erik Colban (en)              |       |
| ?                  |                    | 30 août 1934                          | [ JORF 3 ]                            | Halvard Bachke (no)           |       |
| ?                  |                    | 1940                                  |                                       |                               |       |
| ?                  |                    | 1er décembre 1945                     | [ JORF 4 ]                            | Ludvig Aubert (no)            |       |
| ?                  |                    | 27 mai 1948                           | [ JORF 5 ]                            | Rolf Andvord (en)             |       |
| ?                  |                    | 7 novembre 1958                       | [ JORF 6 ]                            | Rasmus Skylstad (no)          |       |
| ?                  |                    | 30 septembre 1963                     | [ JORF 7 ]                            | Rolf Andersen (en)            |       |
| ?                  |                    | 9 décembre 1967                       | [ JORF 8 ]                            | Hersleb Vogt (en)             |       |
| ?                  |                    | 26 octobre 1973                       | [ JORF 9 ]                            | Jahn Brochmann Halvorsen (en) |       |
| ?                  |                    | 19 octobre 1976                       | [ JORF 10 ]                           | Edvard Hambro (en)            |       |
| ?                  |                    | 20 octobre 1977                       | [ JORF 11 ]                           | Hersleb Vogt (en)             |       |
| ?                  |                    | 17 juillet 1980                       | [ JORF 12 ]                           | Georg Kristiansen (en)        |       |
| ?                  |                    | 1985                                  |                                       | Asbjørn Skarstein (en)        |       |
| ?                  |                    | 14 septembre 1988                     | [ JORF 13 ]                           | Arne Langeland (en)           |       |
| ?                  |                    | 20 avril 1994                         | [ JORF 14 ]                           | Reginald Norby (en)           |       |
| ?                  |                    | 6 avril 1998                          | [ JORF 15 ]                           | Rolf Trolle Andersen (en)     |       |
| ?                  |                    | 5 septembre 2003                      | [ JORF 16 ]                           | Sven Erik Svedman (no)        |       |
| ?                  |                    | 12 octobre 2005                       | [ JORF 17 ]                           | Bjørn Skogmo                  |       |
| ?                  |                    | 26 janvier 2009                       | [ JORF 18 ]                           | Tarald Brautaset (no)         |       |
| ?                  |                    | 31 octobre 2014                       | [ JORF 19 ]                           | Rolf Einar Fife (no)          |       |
| ?                  |                    | 12 avril 2019                         | [ JORF 20 ]                           | Oda Helen Sletnes (no)        |       |
| ?                  |                    | 2 novembre 2021                       | [ JORF 21 ]                           | Niels Engelschiøn (d)         |       |